# Kenji Uchida
Pour les articles homonymes, voir Uchida.
Kenji Uchida (内田 けんじ, Uchida Kenji), né en 1972 à Kawasaki, dans la préfecture de Kanagawa (Japon), est un réalisateur et scénariste japonais.

## Biographie
Formation : Université d'État de San Francisco

## Filmographie sélective

### Comme réalisateur
- 2005 : A Stranger of Mine (運命じゃない人, Unmei janai hito?)
- 2008 : After School (アフタースクール, Afutā sukūru?)
- 2012 : Key of Life (鍵泥棒のメソッド, Kagi dorobō no mesoddo?)
- 2013 : Yoshii Cinemas (documentaire)

### Comme scénariste
- 2005 : A Stranger of Mine (運命じゃない人, Unmei janai hito?)
- 2008 : After School (アフタースクール, Afutā sukūru?)
- 2012 : Key of Life (鍵泥棒のメソッド, Kagi dorobō no mesoddo?)